# Tangui Cornu
Tangui Cornu (7 mei 1959) is een Belgisch syndicalist.

## Levensloop
Cornu studeerde aan de Université libre de Bruxelles (ULB).
In oktober 2008 werd hij voorzitter van de Centrale van de Voeding, Horeca en Diensten (HORVAL), een functie die hij sinds 2011 in tandem uitvoert met Alain Detemmerman.